# Fülöp-szigeteki zöldgalamb
A Fülöp-szigeteki zöldgalamb (Treron axillaris) a madarak osztályának galambalakúak (Columbiformes) rendjébe és a galambfélék (Columbidae) családjába tartozó faj.

## Rendszerezése
A fajt Charles Lucien Jules Laurent Bonaparte francia ornitológus írta le 1855-ben, az Osmotreron nembe Osmotreron axillaris néven. Szerepelt a Pompadour-zöldgalamb (Treron pompadora) alfajaként Treron pompadora axillaris néven is.

## Alfajai
- Treron axillaris amadoni Parkes, 1965
- Treron axillaris axillaris (Bonaparte, 1855)
- Treron axillaris canescens Parkes, 1965
- Treron axillaris everetti (Rothschild, 1894)[2]

## Előfordulása
A Fülöp-szigetek területén honos. Természetes élőhelyei a szubtrópusi vagy trópusi síkvidéki esőerdők. Állandó, nem vonuló faj.

## Megjelenése
Testhossza 28 centiméter.

## Természetvédelmi helyzete
Az elterjedési területe nagyon nagy, egyedszáma ugyan csökken, de még nem éri el a kritikus szintet. A Természetvédelmi Világszövetség Vörös listáján nem fenyegetett fajként szerepel.